# مكتب الاستطلاع الوطني
مكتب الاستطلاع الوطني (بالإنجليزية: National Reconnaissance Office) هو أحد عناصر مجتمع الاستخبارات في الولايات المتحدة، وهو وكالة تتبع وزارة الدفاع الأمريكية. تُعد هذه الوكالة من بين الخمس الكبار في مجتمع الاستخبارات في الولايات المتحدة، والأخرى هي وكالة الاستخبارات المركزية ووكالة الأمن القومي ووكالة استخبارات الدفاع والوكالة الوطنية للاستخبارات الجغرافية المكانية. يقع مقر مكتب الاستطلاع الوطني في مقاطعة فيرفاكس، فيرجينيا، على بعد 3.2 كلم جنوب مطار واشنطن دولس الدولي.
بالإضافة إلى تصميم وبناء وتشغيل أقمار الاستطلاع الاصطناعية للولايات المتحدة، يقدم مكتب الاستطلاع الوطني المعلومات الاستخباراتية للعديد من الوكالات الحكومية، استخبارات الإشارة تقدم إلى وكالة الأمن القومي والصور الاستطلاعية تقدم لوكالة الاستخبارات المساحية، وتقدم المعلومات حول البصمات والقياسات الراديوية تقدم لوكالة استخبارات الدفاع.
ظل وجود هذه الوكالة سريًّّا منذ إنشائها في أوائل الستينيات، ولم تعترف وزارة الدفاع الأمريكية بوجودها إلا في عام 1992.